# Sydney Pollack
Sydney Irwin Pollack (ur. 1 lipca 1934 w Lafayette, zm. 26 maja 2008 w Los Angeles) – amerykański reżyser, aktor i producent filmowy.

## Życiorys

### Wczesne lata
Sydney Pollack urodził się w Lafayette w stanie Indiana, w rodzinie żydowskich imigrantów z Rosji – Rebeki (z domu Miller) oraz Davida Pollacka; jego ojciec był półzawodowym bokserem i aptekarzem. Gdy Pollack był dzieckiem, rodzina przeprowadziła się do South Bend, a rodzice rozwiedli. Matka Pollacka była alkoholiczką z problemami emocjonalnymi i zmarła w wieku 37 lat, gdy Pollack był studentem.
Wbrew wcześniejszym planom, żeby pójść do college’u, a następnie szkoły medycznej, Pollack opuścił Indianę i przeprowadził się do Nowego Jorku niedługo po ukończeniu liceum w wieku 17 lat. W latach 1952–1954 uczył się aktorstwa na nowojorskiej Neighbourhood Playhouse, gdzie wykładowcą był wówczas Sanford Meisner. Po dwuletniej służbie wojskowej, w 1958 roku wrócił do szkoły na zaproszenie Meisnera i został jego asystentem. W 1960 roku John Frankenheimer, kolega Pollacka, zaprosił go do Los Angeles i poprosił, żeby został nauczycielem aktorstwa aktorów dziecięcych występujących w pierwszej dużej produkcji Frankenheimera, The Young Savages. W trakcie pracy nad tym filmem Pollack poznał Burta Lancastera, który namówił Pollacka, wówczas aktora, żeby zajął się reżyserią.

### Kariera
Początkowe sukcesy przyniosła mu reżyseria epizodów produkcji telewizyjnych z lat sześćdziesiątych, takich jak Ścigany czy Alfred Hitchcock przedstawia. Pierwszym filmem długometrażowym w reżyserii Pollacka był Wątła nić (1965), w którym wystąpili Sidney Poitier i Anne Bancroft.
Pollack wyreżyserował ponad 21 filmów i 10 programów telewizyjnych, zagrał w ponad 30 filmach i programach oraz był producentem ponad 44 filmów. Filmy Pollacka uzyskały w sumie 48 nominacji do Oscara i zdobyły 11 statuetek. Pierwszą nagrodę Akademii Filmowej Pollack dostał za Czyż nie dobija się koni? z 1969 roku. Później był również nominowany za reżyserię Tootsie (1982). Jego film z 1985 roku, Pożegnanie z Afryką (z udziałem Meryl Streep i Roberta Redforda) otrzymał siedem Oscarów, w tym za reżyserię i dla najlepszego filmu.
Zasiadał w jury konkursu głównego na 26. MFF w Cannes (1973). Przewodniczył obradom jury na 39. MFF w Cannes (1986).
Szerokim echem obiły się awantury, które Pollack stoczył z Dustinem Hoffmanem podczas kręcenia Tootsie. Hoffmanowi udało się przekonać Pollacka by ten zagrał rolę jego agenta, mimo że reżyser nie występował przed kamerą przez ponad 20 lat. Ich relacje spoza ekranu nadały autentyczności występowi aktorskiemu, który w większości przedstawiał sceny kłótni. W późniejszych latach Pollack, poza byciem reżyserem i producentem filmów, częściej występował w swoich filmach, np. w filmie dokumentalnym, One Six Right opisywał radość posiadania i latania samolotem awionetką Citation X.
Swoją karierę aktorską wznowił w takich filmach jak Mężowie i żony (1992), Gracz (1992) i Oczy szeroko zamknięte (1999); często grał postaci skorumpowane i moralnie roztargnione. Jako aktor drugoplanowy wystąpił w filmach Adwokat i Zmiana pasa, jak również w swoich własnych produkcjach, w tym w Zagubionych sercach i Tłumaczce. W Mężach i żonach Woody’ego Allena grał rolę nowojorskiego prawnika przechodzącego kryzys wieku średniego; w Ze śmiercią jej do twarzy Roberta Zemeckisa wcielił się w rolę lekarza. Jego ostatnią rolą była postać ojca Patricka Dempseya w Moja dziewczyna wychodzi za mąż. Co jakiś czas pojawiał się również w roli ojca Willa Trumana (granego przez Erica McCormacka) w sitcomie produkcji NBC, Will & Grace. Gościnnie zagrał również w serialach HBO Rodzina Soprano i Ekipa oraz Just Shoot Me! NBC.
Pollack dostał swoją pierwszą nagrodę za niezwykły wkład w świat filmowy na festiwalu w Austin w październiku 2006 roku. Jako producent, pomógł w realizacji wielu filmów, które spotkały się przychylnym przyjęciem zarówno ze strony krytyków, jak i widzów takich jak Wspaniali bracia Baker, Utalentowany pan Ripley czy Michael Clayton, w którym to wystąpił u boku George’a Clooneya. Wraz z angielskim reżyserem, Anthonym Minghellą, założył firmę „Mirage Enterprise” zajmującą się produkcją filmów.

### Inspiracje
W 2002 roku, w sondzie przeprowadzonej dla brytyjskiego magazynu „Sight and Sound”, Pollack, zapytany o dziesiątkę jego ulubionych filmów, wymienił następujące:
- Casablanca
- Obywatel Kane
- Konformista
- Ojciec chrzestny II
- Towarzysze broni
- Lampart
- Dawno temu w Ameryce
- Wściekły Byk
- Siódma pieczęć
- Bulwar Zachodzącego Słońca

### Życie prywatne
Żoną Pollacka, od roku 1958 aż do śmierci, była Claire Griswold, z którą miał trójkę dzieci: Rachel, Rebeccę i Stevena. Ten ostatni zginął w wypadku lotniczym w 1993 roku. Bratem Pollacka był projektant kostiumów, producent i aktor Bernie Pollack.

### Ostatnie dni i śmierć
Wiadomości o pogorszeniu się stanu zdrowia Pollacka pojawiły się w 2007 roku, gdy przerwał on reżyserowanie filmu Recount produkcji HBO. Pollack zmarł na raka żołądka w swoim domu w dzielnicy Pacific Palisades w Los Angeles, w stanie Kalifornia, otoczony przez rodzinę.

## Reżyser, producent
- Wątła nić (The Slender Thread) – 1965; reżyser
- Przeznaczone do likwidacji (This Property Is Condemned) – 1966; reżyser
- Pływak (The Swimmer) – 1968; reżyser
- Łowcy skalpów (The Scalphunters) – 1968; reżyser
- Obrona zamku (Castle Keep) – 1969; reżyser
- Czyż nie dobija się koni? (They Shoot Horses, Don’t They?) – 1969; reżyser
- Jeremiah Johnson – 1972; reżyser
- Tacy byliśmy (The Way We Were) – 1972; reżyser
- Yakuza (The Yakuza) – 1974; reżyser, producent
- Trzy dni Kondora (Three Days of the Condor) – 1975; reżyser
- Bobby Deerfield – 1977; reżyser, producent
- Elektryczny jeździec (The Electric Horseman) – 1979; reżyser
- Bez złych intencji (Absence of Malice) – 1981; reżyser, producent
- Tootsie – 1982; reżyser, producent
- Pożegnanie z Afryką (Out of Africa) – 1985; reżyser, producent
- Jasne światła, wielkie miasto (Bright Lights, Big City) – 1988; producent
- Wspaniali bracia Baker (The Fabulous Baker Boys) – 1989; producent wyk.
- Hawana – 1990; reżyser
- Uznany za niewinnego (Presumed Innocent) – 1990; producent
- Umrzeć powtórnie (Dead Again) – 1991; producent wykonawczy
- Krew z krwi, kość z kości (Flesh and Bone) – 1993; producent wykonawczy
- Firma (The Firm) – 1993; reżyser, producent
- Szachowe dzieciństwo (Searching for Bobby Fischer) – 1993; producent wyk.
- Rozważna i romantyczna (Sense and Sensibility) – 1995; producent wyk.
- Sabrina – 1995; reżyser, producent
- Przypadkowa dziewczyna (Sliding Doors) – 1998; producent
- Utalentowany pan Ripley (The Talented Mr. Ripley) – 1999; producent wyk.
- Zagubione serca (Random Hearts) – 1999; reżyser, producent
- Ostatnie lato (Up at the Villa) – 2000; producent wykonawczy
- Niebo (Heaven) – 2001; producent wykonawczy
- Dwa w jednym (Blow Dry) – 2001; producent wykonawczy
- Iris – 2001; producent wykonawczy
- Spokojny Amerykanin (The Quiet American) – 2002; producent wykonawczy
- Wzgórze nadziei (Cold Mountain) – 2003; producent
- Tłumaczka (The Interpreter) – 2005; reżyser, producent wykonawczy
- Rozstania i powroty (Breaking and Entering) – 2006; producent
- Szkice Franka Gehry (Sketches of Frank Gehry) – 2006; reżyser,
- Rozpalić ogień (Catch a Fire) – 2006; producent wykonawczy
- Michael Clayton – 2007; producent
- Lektor (The Reader) – 2008; producent
- Decydujący głos (Recount) – 2008; producent wykonawczy
- Miłosne gierki (Leatherheads) – 2008; producent wykonawczy
- Margaret – 2011; producent wykonawczy

## Obsada
- Strefa mroku (The Twilight Zone) – 1959-1964; jako Arthur Willis
- Tootsie – 1982; jako George Fields
- Gracz (The Player) – 1992; jako Dick Mellon
- Mężowie i żony (Husbands and Wives) – 1992; jako Jack
- Oczy szeroko zamknięte (Eyes Wide Shut) – 1999; jako Victor Ziegler
- Zagubione serca (Random Hearts) – 1999; jako Carl Broman
- Zmiana pasa (Changing Lanes) – 2001; jako Stephen Delano
- Tłumaczka (The Interpreter) - 2005; jako Jay Pettigrew
- Szkice Franka Gehry – 2006; jako on sam
- Fauteuils d’orchestre – 2006; jako Brian Sobinski
- Michael Clayton – 2007; jako Marty Bach
- Moja dziewczyna wychodzi za mąż (Made of Honor) – 2008; jako Thomas Sr.

## Nagrody i nominacje
- Oscary
  -  1969 Najlepsza reżyseria – Czyż nie dobija się koni? nominacja[12]
  - 1986 Najlepszy film – Pożegnanie z Afryką[13]
  - 1986 Najlepsza reżyseria – Pożegnanie z Afryką[13]
  - 1982 Najlepszy film – Tootsie (nominacja)[14]
  - 1982 Najlepsza reżyseria – Tootsie (nominacja)[14]

- Złote Globy
  - 1983 – Najlepsza komedia lub musical Tootsie
  - 1983 Najlepsza reżyseria – Tootsie (nominacja)
- BAFTA
  - 1984  Najlepszy film – Tootsie (nominacja)
  - 1984 Najlepsza reżyseria – Tootsie (nominacja)